# Christophe Horlaville
Christophe Horlaville, né le 1er mars 1969 à Oissel (Seine-Maritime), est un footballeur français qui évolue au poste d'attaquant.

## Biographie
Christophe Horlaville est le fils de Daniel Horlaville, ancien footballeur international A français. 
Après des débuts au CMS Oissel, il rejoint le FC Rouen, où il joue pendant six saisons en Division 2. En 1994, il signe à l'AS Cannes, où il réussit deux saisons pleines dans l'élite. La suite est plus difficile à l'EA Guingamp, bien qu'il y remporte la Coupe Intertoto 1996 et dispute la finale de la Coupe de France de football 1996-1997, perdue aux tirs au but, puis au Havre AC. Prêté à l'automne 1998 à Port Vale, en Angleterre, où il ne joue pas, il est de nouveau prêté pendant l'hiver au FC Metz où il finit la saison. Il signe alors au SM Caen, en D2, et arrête sa carrière en 2001. 
Il s'agit du joueur qui a porté le plus grand nombre de fois le maillot du FC Rouen.
Il se reconvertit comme agent de joueurs, ou plutôt « collaborateur d'agent de joueurs » car il n'a pas la licence d'agent, ce qui lui vaudra d'être attaqué en justice par la Fédération puis relaxé,. Il a notamment géré les carrières de Yoan Gouffran, Jérôme Rothen, Daniel Moreira ou encore Yohan Cabaye.

## Carrière
- jusqu'en 1988 :  CMS Oissel
- 1988-1994 :  FC Rouen (D2, 140 matchs, 49 buts)
- 1994-1996 :  AS Cannes (D1, 71 matchs, 23 buts)
- 1996-1997 :  EA Guingamp (D1, 13 matchs, 0 but)
- 1997-1998 :  Le Havre AC (D1, 26 matchs, 3 buts)
- septembre-décembre 1998 :  Port Vale (Division One - D2 anglaise, 2 matchs, 0 but) (prêt)
- janvier-juin 1999 :  FC Metz (D1, 9 matchs, 2 buts)
- 1999-2001 :  SM Caen (D2, 60 matchs, 16 buts)

## Palmarès
- Vainqueur de la Coupe Intertoto en 1996 avec Guingamp (titre partagé)